# Cornelius Hamecher
Cornelius Hamecher (* 17. November 1872 in Hochfeld; † 19. November 1925 in Berlin) war Postbeamter und Mitglied des Deutschen Reichstags.

## Leben
Hamecher besuchte die Volks- und Bürgerschule in Hilden, das Progymnasium in Opladen und das Gymnasium in Emmerich. 1889 trat er als Postgehilfe ein, 1893 wurde er Postassistent und 1903 Postsekretär. Zwischen 1901 und 1906 war er  Vorsitzender des Verbandes deutscher Post- und Telegraphenassistenten.
Von 1907 bis 1912 war er für die Zentrumspartei Mitglied des Deutschen Reichstags für den 2. Wahlkreis des Regierungsbezirks Köln, Köln-Land.